# Gidas
Gidas è una circoscrizione rurale (rural ward) della Tanzania situata nel distretto di Babati, regione del Manyara. Conta una popolazione di 7 392 abitanti (censimento 2012).